# Alejo Carpentier
Alejo Carpentier (Havana, 26 de dezembro de 1904 — Cuba, 24 de abril de 1980) foi um novelista, ensaísta e musicólogo cubano, de origem franco-suíça.

## Biografia
Filho de um arquiteto  francês que dois anos antes se transferira para Cuba, aos dezessete anos desiste do estudo de arquitetura para tornar-se jornalista. Em 1928 é preso, por razões políticas, e foge, com ajuda de intelectuais franceses, para a França, onde fica até 1939, ano em que retorna a Cuba para trabalhar no rádio. De 1945 até 1959 mora na Venezuela, regressando mais uma vez a Cuba, após a vitória da revolução, para dirigir a Editora Nacional. A partir de 1966 vai morar em Paris onde exerce a função de ministro-conselheiro junto à embaixada cubana, até sua morte, em abril de 1980.
Sua literatura é frequentemente associada ao realismo fantástico, que ele denominava "real maravilhoso". Suas obras mais renomadas são A música em Cuba, um estudo sobre as influências africanos|afro]]-europeias na arte musical cubana, e O reino deste mundo, uma recriação dos acontecimentos que precederam a independência haitiana até um Haiti em pleno período republicano, a transição de colônia francesa, governada por brancos, para uma nação negra regida pelo primeiro monarca coroado no Novo Mundo. Estimulado pela prodigiosa história original e valendo-se de um magistral domínio dos recursos narrativos, Carpentier recria, nesta obra, um mundo exuberante, descomedido e legendário, inaugurando o que foi chamado de real maravilhoso (ou realismo mágico).

## Obras
- Ecue-Yamba-O (1933)
- El reino de este mundo (1949). Edição portuguesa: O reino deste mundo, Lisboa, Editorial Presença, (tradução de Carlos Grifo Babo).
- Los passos perdidos (1953). Edição portuguesa: Os passos perdidos, Oeiras, Levoir, 2011 (tradução de António Santos).
- El siglo de las luces (1962). Edição brasileira: O Século das Luzes, Rio de Janeiro, Editorial Labor do Brasil, 1976 (tradução de Stella Leonardos).
- Concierto barroco (Siglo XXI Editores, 1974). Edição portuguesa: Concerto barroco, Lisboa, Editorial Caminho, 1978 (tradução de José Carlos González).
- O recurso do método (1974)
- A consagração da primavera (1978)
- El arpa y la sombra (Siglo XXI Editores, 1979). Edição portuguesa: A harpa e a sombra, Lisboa, Editorial Caminho, 1988 (tradução de Daniel Gonçalves).